# Аиша в шиизме
В шиитском направлении ислама на Аишу традиционно смотрят без благосклонности. Такое отношение проистекает из шиитского понимания концепции Ахль аль-Байт (семейства Мухаммада) и её попытки, по мнению шиитов, распространить фитну (гражданскую войну). Участие Аиши в Битве верблюда видится примером и высшей точкой такой деятельности. Также шииты считают, что она неправильно вела себя в роли жены пророка. Некоторые фигуры шиизма обвиняют Аишу и Хафсу бинт Умар в отравлении Мухаммада.
Шииты также считают Аишу противоречивой фигурой из-за её вовлечённости в политическую деятельность на протяжении жизни. Аиша была дочерью халифа Абу Бакра. Аиша играла активную роль и в политической жизни Мухаммада, сопровождала его во время войн, где научилась военным приёмам, ведению переговоров и способам прекращения военных конфликтов.

## Дозволенность критики
Сунниты считают, что критиковать любимую жену пророка — всё равно, что критиковать его самого. Шииты же ссылаются на жён других пророков — Лута (Лота) и Нуха (Ноя), которые были неверующими и совершали грехи и которым не помог пророческий статус их мужей.

## Жена Мухаммада

### Статус любимой жены
Шииты считают, что Аиша не была любимой женой Мухаммада и утверждают, что он не отдавал предпочтения ни одной из них. При этом они ссылаются на текст Корана и изречение Мухаммада.
Другие считают, что любимой женой была Умм Салама бинт Абу Умайя. Её противопоставляют Аише, как сохранявшую верность семье Мухаммада и после его смерти. В отличие от Аиши, которая повела на Али армию, Умм Салама пыталась сгладить противоречия. Она предупредила Али и пыталась отговорить Аишу от идеи восстания.
При этом и сунниты, и шииты согласны, что при жизни Хадиджи любимой (и единственной) женой Мухаммада была именно она.

### Характер
Шииты отвергают веру суннитов в то, что Аиша была лучшей из женщин своего времени. Все шииты (и некоторые сунниты) считают таковой Фатиму, дочь Мухаммада и жену Али, при этом шииты считают её также непогрешимой. Шииты считают её идеалом невинной и много страдавшей женщины, в противоположность Аише, которую они обвиняют в прегрешениях личных и политических. Фатима описывается как примерная дочь, мать и жена и единственная женщина в числе «четырнадцати идеальных и чистых» в шиитской традиции.
Хотя сунниты считают Аишу передатчицей множества хадисов, шииты не считают её надёжным источником. Они обвиняют её в том, что сегодня назвали бы конфликтом интересов. Лучшими источниками хадисов шииты считают Фатиму и Али. Однако и Аишу они иногда цитируют, чтобы показать, как, по их мнению, не должна вести себя праведная женщина.
Качества её характера ставятся под сомнение и тем, что она, по мнению шиитов, тайно недолюбливала Али, как это описано в работе Maria Dakake The Charismatic Community.

### Ревность
Шииты верят, что Аиша ревновала Мухаммада к другим жёнам, особенно к его первой жене Хадидже.

## Конфликт с Али
Негативное отношение шиитов к Аише возникло из-за её отношения к Али и семейству пророка, в которое шииты включают его самого, его дочь Фатиму, мужа Фатимы Али и двух их сыновей Хасана и Хусейна. Жён Мухаммада они оставляют за рамками этого множества.
Негативное отношение Аиши к Али возникло, когда её обвинили в измене. Когда ей было тринадцать лет, Мухаммад взял Аишу на войну с одним из племён бедуинов. Аиша потеряла своё украшение и отделилась от каравана, желая найти его. Когда она вернулась, то поняла, что по ошибке была оставлена, а караван ушёл. Аиша вернулась в Медину на верблюде, сопровождаемая молодым человеком, что породило слухи. Мухаммад был сильно обеспокоен произошедшим и спросил совета у своих людей. Али высказал мнение о возможности развода. Аиша не забыла этого инцидента и противостояние продолжилось после смерти Мухаммада, когда встал вопрос о наследнике его дела.

## Роль в Первой фитне

### Обзор ситуации
Наибольшую критику у шиитов вызывает роль Аиши в Первой фитне (первой гражданской войне между мусульманами), когда она противостояла Али.

### Смерть Усмана
Шииты верят, что Аиша была ключевым игроком в восстании против Усмана, третьего халифа. Они приводят её слова о том, что он должен быть убит. В качестве мотива Аиши шииты называют желание возвести на престол Тальху ибн Убайдуллаха в качестве его наследника. Они также считают, что когда халифом стал Али Аиша решила повернуть свои планы уже против него, требуя кисас за смерть Усмана.

### Битва верблюда
Аиша и двое её союзников-мужчин, Тальха и Аз-Зубайр ибн аль-Аввам, собрали войско и двинулись на Али. Сражение между армиями произошло в Басре 4 декабря 656 года. Битва верблюда (названная так в честь верблюда, на котором в центре сражения сидела Аиша) стала первым сражением, в котором мусульмане убивали друг друга в открытом бою. В армии Аиши было 13000 воинов. Тем не менее, войско Али одержало победу. Союзники Аиши пали на поле боя, а сама она была отправлена домой.